# Ixiolite
L'ixiolite è un minerale scoperto nel 1857. Il nome del minerale deriva dal personaggio mitologico Ixion.

## Abito cristallino
Prismatico.
Il minerale è stato trovato nella pegmatite di Skogböle, nella regione di Kimito in Finlandia.

## Origine e giacitura
Minerale accessorio delle pegmatiti granitiche.

## Forma in cui si presenta in natura
In cristalli prismatici rettangolari, grigio-nerastri, metallici, pesanti.

## Proprietà chimico-fisiche
Il minerale si altera a wodginite se riscaldato.
- Peso molecolare: 160,21[3]-160,2[2] grammomolecole
- Geminazione: a volte secondo {103}[1]
- Volume di cella: 140[1]-562[2] Å³
- Molecole per unita di cella: 16[2]
- Magnetismo: assente
- Densità di elettroni: 6,54 g/cm³
- Indici quantici:
  - Fermioni: 0,01
  - Bosoni: 0,99
- Indici di fotoelettricità:
  - PE: 709,42 barn/elettroni
  - ρ: 4639: barn/cm³
- Indice di radioattività GRapi: 0 (Il minerale non è radioattivo)

## Varietà
La wolframoixiolite è una varietà di ixiolite ricca di tungsteno.